# Anders Hermansen (fodbolddommer)
 For alternative betydninger, se Anders Hermansen. (Se også artikler, som begynder med Anders Hermansen)
Anders Hermansen (født 6. november 1973) er en tidligere dansk fodbolddommer fra København, der fra sæsonen 2004/2005 til sæsonen 2011/12 dømte i den danske Superliga. Da han rykkede i Superligaen som 32-årig havde han dømt en enkelt sæson i landets næstbedste række, efter han i 2002 blev dommer i Danmarksturneringen. 
Han var fra 2006 til 2012 godkendt til at dømme internationale FIFA-kampe. Han var af UEFA indrangeret som kategori 2- og 3-dommer, der er hhv. det næstlaveste og laveste niveau for internationale dommere.
Han meddelte i 2012 at han stoppede sin dommerkarriere for at koncentrere sig om sin erhvervskarriere.